# Exoneração
Exoneração é o desligamento de um cargo, em Direito público, é a eliminação do exercício de um cargo técnico ou administrativo promovido por nomeação ou designação; a exoneração pode ser voluntária ou por recomendação da autoridade.
A exoneração se dá quando não há interesse público em manter aquele funcionário ou por falta de limite orçamentário. A exoneração também ocorre quando após o período probatório – geralmente de três anos – a pessoa é considerada inapta para a função. Além disso um funcionário pode ser exonerado caso tome posse de um cargo, mas não entre em exercício no período determinado.

## Características
A exoneração não é o mesmo que renúncia, nem é considerada punição de intento disciplinar. Embora possa ter esse objetivo, a penalidade que implica a perda de cargo é a demissão, a máxima na esfera administrativa.
Os titulares de cargos de confiança (de provimento em comissão) dos Três poderes são exoneráveis: os ministros de Estados, os secretários, diretores, chefes e assessores, no Executivo; os diretores-gerais da Câmara e do Senado, os secretários-gerais das Mesas, os chefes das repartições da Câmara e do Senado, e os titulares de outros cargos administrativamente importantes só permanecem nos cargos enquanto bem servirem.

## Tipos de exoneração
- Exoneração a pedido: é a manifestação unilateral do servidor demonstrando vontade em abandonar o cargo na instituição.
- Exoneração de ofício ocorre em três situações e não possui caráter punitivo: quando o servidor não é aprovado no estágio probatório; quando o servidor for empossado no cargo, e não entrar em exercício no prazo estabelecido na lei, ou quando não há orçamento para manter o funcionário atuando.[4]

## Informações adicionais sobre exoneração
- Se o servidor for beneficiado com afastamento para realizar alguma atividade no exterior (estudo ou missão oficial), não será permitido exoneração antes de vencido o prazo que lhe foi concedido para afastamento, com exceção se houver alguma hipótese para que haja compensação das despesas que o mesmo teve durante aquele período.[5]
- Se o servidor estiver respondendo algum processo disciplinar, só poderá pedir a sua exoneração após a finalização do processo e da realização penal aplicada, caso tenha sido decretada alguma.[6]
- O servidor que não for contratado através de concurso público, mas possuir no mínimo 5 anos contínuos de forma efetiva, e tiver começado a exercer sua função antes da data de declaração da Constituição, conseguiram, no interesse da Administração, pedir exoneração com direito a indenização de um mês de remuneração por ano trabalhado no serviço público federal.[7]

## Entrada no processo
A documentação necessária para instruir o processo de exoneração a pedido é:
- requerimento do interessado com encaminhamento da chefia imediata;
- declaração de bens e valores , autorização de acesso à Declaração de Imposto de Renda ou cópia da última declaração do Imposto de Renda;
- cópias da Identidade (RG) e cadastro de pessoa física (CPF).[4]

## Direitos do servidor exonerado
O servidor exonerado terá direito à:
1. gratificação natalina proporcional aos meses de exercício no ano civil, calculada com base na remuneração do cargo no mês de exoneração (a fração igual ou superior a 15 dias será considerada como mês integral);
2. indenização relativa ao período de férias a que tiver direito e ao incompleto (base ano civil), na proporção de 1/12 (um doze avos) por mês de efetivo exercício ou fração superiores a 14 (quatorze) dias, calculada com base na remuneração do cargo no mês em que for publicado o ato exoneratório.[4]